# Урасое
Урасо́е (яп. 浦添市, うらそえし, МФА: [uɾasoe ɕi̥]?) — місто в Японії, в префектурі Окінава.     Отримало статус міста 1970 року. Площа становить 19,09 км². Станом на 1 липня 2012 року населення складало 111 658  осіб, густота населення — 5850 осіб/км².     

## Клімат
Місто знаходиться у зоні, котра характеризується вологим субтропічним кліматом. Найтепліший місяць — липень із середньою температурою 28.9 °C (84 °F). Найхолодніший місяць — січень, із середньою температурою 16.1 °С (61 °F).
| Клімат Урасое           | Клімат Урасое | Клімат Урасое | Клімат Урасое | Клімат Урасое | Клімат Урасое | Клімат Урасое | Клімат Урасое | Клімат Урасое | Клімат Урасое | Клімат Урасое | Клімат Урасое | Клімат Урасое | Клімат Урасое |
| Показник                | Січ.          | Лют.          | Бер.          | Квіт.         | Трав.         | Черв.         | Лип.          | Серп.         | Вер.          | Жовт.         | Лист.         | Груд.         | Рік           |
| Абсолютний максимум, °C | 26            | 27            | 28            | 31            | 32            | 36            | 34            | 35            | 36            | 32            | 31            | 27            | 36            |
| Середній максимум, °C   | 18            | 18            | 20            | 23            | 26            | 28            | 31            | 30            | 30            | 27            | 23            | 20            | 25            |
| Середня температура, °C | 16            | 16            | 18            | 21            | 23            | 26            | 28            | 28            | 27            | 24            | 21            | 18            | 22            |
| Середній мінімум, °C    | 13            | 13            | 15            | 18            | 21            | 23            | 26            | 26            | 25            | 21            | 18            | 15            | 20            |
| Абсолютний мінімум, °C  | 5             | 6             | 5             | 11            | 13            | 16            | 21            | 20            | 18            | 14            | 12            | 8             | 5             |
| Норма опадів, мм        | 120           | 110           | 160           | 160           | 250           | 260           | 180           | 260           | 170           | 140           | 110           | 100           | 2070          |
| ----------------------- | ------------- | ------------- | ------------- | ------------- | ------------- | ------------- | ------------- | ------------- | ------------- | ------------- | ------------- | ------------- | ------------- |
| Джерело: Weatherbase    |               |               |               |               |               |               |               |               |               |               |               |               |               |

## Історія
Протягом 1429–1871 років територія майбутнього міста входила до складу Рюкюської держави. 1871 року остання була перетворена на японський автономний уділ Рюкю. 1879 року цей уділ анексувала Японська імперія, яка перетворила його на префектуру Окінава.
Урасое отримало статус міста 1 липня 1970 року.

## Уродженці
- Накама Юкіе — японська акторка.